# Paluda agropyri
Paluda agropyri är en insektsart som beskrevs av Alexander Fyodorovich Emeljanov 1962. Paluda agropyri ingår i släktet Paluda och familjen dvärgstritar. Inga underarter finns listade i Catalogue of Life.